# Mistrzostwa Świata Juniorów w Łucznictwie 2004
8. Mistrzostwa Świata Juniorów w Łucznictwie odbyły się w dniach 19–24 lipca 2004 roku w Lilleshall w Anglii. W zawodach wzięli udział juniorzy do 20 roku życia oraz kadeci do 17 roku życia, strzelający z łuków klasycznych i bloczkowych. Z uwagi na zbyt małą liczbę uczestniczek nie rozegrano zawodów drużynowych kadetek w łuku bloczkowym.

## Reprezentacja Polski juniorów

### łuk klasyczny
- Tomasz Cis
- Jacek Dobrzyński
- Jacek Kwaczyński
- Karina Lipiarska
- Katarzyna Mickiewicz
- Izabela Skopek
- Grzegorz Śliwka
- Agata Winiarska

## Reprezentacja Polski kadetów

### łuk klasyczny
- Adam Baś
- Gabriela Dutka
- Marcin Kłoda
- Izabela Rzepecka
- Anna Skłodowska
- Ewa Strzelczyk
- Maciej Wiatr
- Grzegorz Zapiór

## Medaliści

### Juniorzy

#### Strzelanie z łuku klasycznego
| Konkurencja            | Złoto                                                          | Srebro                                                         | Brąz                                                    |
| indywidualnie kobiet   | Jo Eun-ji                                                      | Chen Yen-ling                                                  | Jo Hye-young                                            |
| indywidualnie mężczyzn | Timy Cuddihy                                                   | Gilles Decker                                                  | Kim Seung-wun                                           |
| drużynowo kobiet       | Korea Południowa · Ki Bo-bae · Lee Young-ji · Jo Eun-ji        | Chiny · Chen Jiexin · Zhang Nina · Li Xinxin                   | Niemcy · Susanne Possner · Nadine Leven · Karina Winter |
| drużynowo mężczyzn     | Korea Południowa · Kang Dong-woo · Gu Dong-nam · Kim Seung-wun | Indie · Rahul Banerjee · Ravindhar Nenavath · Jayanta Talukdar | Australia · Tim Cuddihy · Thomas Dempsey · David Barnes |

#### Strzelanie z łuku bloczkowego
| Konkurencja            | Złoto                                                                     | Srebro                                                                  | Brąz                                                    |
| indywidualnie kobiet   | Tiffany Reeves                                                            | Sara Boberg                                                             | Erika Anschutz                                          |
| indywidualnie mężczyzn | Braden Gellenthien                                                        | Paul Titscher                                                           | Stephen Clifton                                         |
| drużynowo kobiet       | Stany Zjednoczone · Tiffany Reeves · Cassandra Raffaelli · Erika Anschutz | Kanada · Emerald Lemke · Ashley Wallace · Megan Kennedy                 | Francja · Elise Rahm · Marion Prieur · Aurelia Boulch   |
| drużynowo mężczyzn     | Kanada · Michael Schleppe · Ryan Flannigan · Allan Gunter                 | Stany Zjednoczone · Thomas Nealy · Braden Gellenthien · Stephen Schwade | Dania · Thomas Skovbæk · Steen Gottlib · Michael Damsbo |

### Kadeci

#### Strzelanie z łuku klasycznego
| Konkurencja            | Złoto                                                    | Srebro                                             | Brąz                                                              |
| indywidualnie kobiet   | Carla Frangilli                                          | Tzeng Li-wen                                       | Lisa Unruh                                                        |
| indywidualnie mężczyzn | Chen Wenyuan                                             | Jurij Hawełko                                      | Kai Mueller                                                       |
| drużynowo kobiet       | Chiny · Zhang Yunlu · Chen Yealiang · Quian Jialing      | Niemcy · Lisa Unruh · Eva Mueller · Elena Richter  | Rosja · Natalia Erdynijewa · Zinaida Chaludorowa · Baira Bazarowa |
| drużynowo mężczyzn     | Niemcy · Bastian Neusius · Christian Weiss · Kai Mueller | Chiny · Deng Wenwei · Huang Xinying · Chen Wenyuan | Ukraina · Jurij Hawełko · Ostap Prokopiw · Artur Biletskij        |

#### Strzelanie z łuku bloczkowego
| Konkurencja            | Złoto                                                      | Srebro                                                  | Brąz                                                       |
| indywidualnie kobiet   | Antoinette Heijkers                                        | Doris Jones                                             | Petra Haemhouts                                            |
| indywidualnie mężczyzn | Ryan Day                                                   | Mikael Roos                                             | Mikkel Nørgaard                                            |
| drużynowo mężczyzn     | Stany Zjednoczone · Brady Ellison · Ryan Day · John Fleury | Dania · Taj Murmann · Mikkel Nørgaard · Patrick Laursen | Szwecja · Robert Danielsson · Mikael Roos · Johan Lundgren |

## Klasyfikacja medalowa

### Juniorzy
| Lp. | Państwo           | Złoto | Srebro | Brąz | Razem |
| 1.  | Stany Zjednoczone | 3     | 1      | 1    | 5     |
| 2.  | Korea Południowa  | 3     | 0      | 2    | 5     |
| 3.  | Kanada            | 1     | 1      | 0    | 2     |
| 4.  | Australia         | 1     | 0      | 2    | 3     |
| 5.  | Niemcy            | 0     | 1      | 1    | 2     |
| 6.  | Chiny             | 0     | 1      | 0    | 1     |
| 6.  | Chińskie Tajpej   | 0     | 1      | 0    | 1     |
| 6.  | Indie             | 0     | 1      | 0    | 1     |
| 6.  | Luksemburg        | 0     | 1      | 0    | 1     |
| 6.  | Szwecja           | 0     | 1      | 0    | 1     |
| 11. | Dania             | 0     | 0      | 1    | 1     |
| 11. | Francja           | 0     | 0      | 1    | 1     |

### Kadeci
| Lp. | Państwo           | Złoto | Srebro | Brąz | Razem |
| 1.  | Chiny             | 2     | 1      | 0    | 3     |
| 2.  | Stany Zjednoczone | 2     | 0      | 0    | 2     |
| 3.  | Niemcy            | 1     | 1      | 2    | 4     |
| 4.  | Holandia          | 1     | 0      | 0    | 1     |
| 4.  | Włochy            | 1     | 0      | 0    | 1     |
| 6.  | Dania             | 0     | 1      | 1    | 2     |
| 6.  | Szwecja           | 0     | 1      | 1    | 2     |
| 6.  | Ukraina           | 0     | 1      | 1    | 2     |
| 9.  | Chińskie Tajpej   | 0     | 1      | 0    | 1     |
| 9.  | Kanada            | 0     | 1      | 0    | 1     |
| 11. | Belgia            | 0     | 0      | 1    | 1     |
| 11. | Rosja             | 0     | 0      | 1    | 1     |